# Schizothorax
Schizothorax är ett släkte av fiskar. Schizothorax ingår i familjen karpfiskar.

## Dottertaxa tillSchizothorax, i alfabetisk ordning[1]
- Schizothorax argentatus
- Schizothorax beipanensis
- Schizothorax biddulphi
- Schizothorax chongi
- Schizothorax cryptolepis
- Schizothorax curvilabiatus
- Schizothorax davidi
- Schizothorax dolichonema
- Schizothorax dulongensis
- Schizothorax edeniana
- Schizothorax elongatus
- Schizothorax esocinus
- Schizothorax eurystomus
- Schizothorax gongshanensis
- Schizothorax grahami
- Schizothorax griseus
- Schizothorax heterochilus
- Schizothorax heterophysallidos
- Schizothorax huegelii
- Schizothorax integrilabiatus
- Schizothorax kozlovi
- Schizothorax kumaonensis
- Schizothorax labiatus
- Schizothorax labrosus
- Schizothorax lantsangensis
- Schizothorax lepidothorax
- Schizothorax lissolabiatus
- Schizothorax longibarbus
- Schizothorax macrophthalmus
- Schizothorax macropogon
- Schizothorax malacanthus
- Schizothorax meridionalis
- Schizothorax microcephalus
- Schizothorax microstomus
- Schizothorax molesworthi
- Schizothorax myzostomus
- Schizothorax nasus
- Schizothorax nepalensis
- Schizothorax ninglangensis
- Schizothorax nudiventris
- Schizothorax nukiangensis
- Schizothorax oconnori
- Schizothorax oligolepis
- Schizothorax parvus
- Schizothorax pelzami
- Schizothorax plagiostomus
- Schizothorax prenanti
- Schizothorax progastus
- Schizothorax prophylax
- Schizothorax pseudoaksaiensis
- Schizothorax raraensis
- Schizothorax richardsonii
- Schizothorax rotundimaxillaris
- Schizothorax sinensis
- Schizothorax skarduensis
- Schizothorax waltoni
- Schizothorax wangchiachii
- Schizothorax yunnanensis
- Schizothorax zarudnyi